# یولانده مابیکا
یولانده بوکاسا مابیکا (متولد ۸ سپتامبر ۱۹۸۷) جودوکار کنگو-برزیلی است که به عنوان نماینده تیم المپیک پناهندگان در بازی‌های المپیک ۲۰۱۶ ریو دو ژانیرو انتخاب شد. او در دسته ۷۰ کیلوگرم زنان به میدان رفت، اما در دور نخست با شکست مقابل لیندا بولدر، جودوکار اسرائیلی، از دور رقابت‌ها کنار رفت.

## زندگی شخصی
مابیکا در ۸ سپتامبر ۱۹۸۷ به دنیا آمد. وی اهل منطقه بوکاوا در جمهوری دموکراتیک کنگو است، منطقه‌ای که به شدت تحت تأثیر جنگ دوم کنگو قرار گرفته است. در طول درگیری او از والدینش جدا شد و به خانه کودکان در پایتخت کینشاسا منتقل شد. وی در آنجا به ورزش جودو علاقه‌مند شد.
او پس از سفر به برزیل برای شرکت در مسابقات جهانی جودو در سال ۲۰۱۳ به همراه هم‌تیمی خود، پوپل میسنگا، درخواست پناهندگی سیاسی در برزیل را داد.پس از دو روز تحمل گرسنگی و کمبود غذا، مابیکا از هتل تیم فرار کرد و در خیابان‌ها به دنبال کمک گشت. دو روز بعد، او گروهی از مهاجران کنگویی را در محله براس دی پینا پیدا کرد و روز بعد برای بردن میسنگا به هتل بازگشت. کمیساریای عالی پناهندگان سازمان ملل (UNHCR) در سپتامبر ۲۰۱۴ به‌طور رسمی وضعیت پناهندگی او را تأیید کرد.او اکنون در یکی از محله‌های فقیرنشین (فاولا) در کوردویل زندگی می‌کند.

## جودو
در سال ۲۰۱۳، او به مسابقات جهانی جودو در برزیل راه یافت. با این حال، هرگز در مسابقات شرکت نکرد و برای یافتن کمک، تیم را ترک گفت. در نهایت، تصمیم به درخواست پناهندگی و ماندن در این کشور گرفت.
او تمرینات جودوی خود را در برزیل و در «مؤسسه رئاکائو» (Instituto Reação) آغاز کرد. این مدرسه جودو را فلاویو کانتو، دارنده مدال برنز المپیک تأسیس کرده بود. اکنون او زیر نظر مربی جرالدو برناردز در ریودوژانیرو تمرین می‌کند.
در دوران سختی، مابیکا حتی مجبور شد در خیابان بخوابد و به عنوان رفتگر و کارگر کارخانه نساجی کار کند. او بعدها از برنامه همبستگی المپیک (IOC) حمایت و بودجه دریافت کرد.
در سوم ژوئن ۲۰۱۶، کمیته بین‌المللی المپیک (IOC) اعلام کرد که مابیکا به عنوان یکی از ده ورزشکار منتخب، در قالب تیم المپیک پناهندگان در بازی‌های المپیک تابستانی ۲۰۱۶ ریودوژانیرو شرکت خواهد کرد.
مابیکا در دسته ۷۰ کیلوگرم زنان به رقابت پرداخت. در دور نخست که در ۱۰ اوت برگزار شد، او در مقابل لیندا بولدر، جودوکار اسرائیلی، به زمین‌خورد و شکست خورد. این شکست تنها کمی بیش از یک دقیقه پس از شروع مبارزه و در اثر یک حرکت خفگی اتفاق افتاد.